# Nur für Deutsche

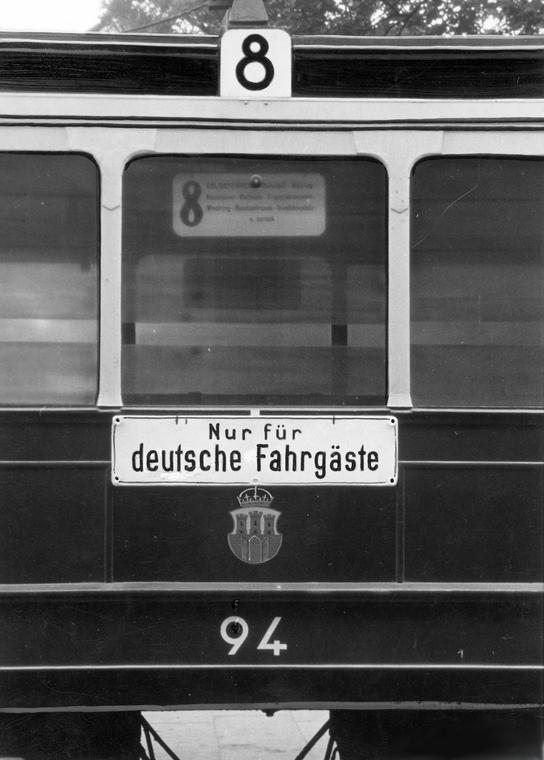
"Somente para passageiros alemães" no bonde da linha 8, carro de número 94 na Cracóvia sob ocupação.

A frase Nur für Deutsche (em português: "somente para alemães") foi durante a Segunda Guerra Mundial, em muitos países sob ocupação alemã, um termo racista indicando que certos tipos de estabelecimento e de transporte estavam reservados para alemães. Placas ostentando a inscrição foram colocadas nas entradas de parques, cafés, cinemas, teatros, etc..

## História
Na Polônia sob ocupação alemã, a segregação racial era quase completa. Em bondes e trens, o(s) primeiro(s) carro(s) eram geralmente destinados aos militares e funcionários públicos alemães, membros do Partido Nacional-Socialista dos Trabalhadores Alemães, assim como os civis dessa nacionalidade. Os demais carros ficavam para o uso dos não alemães.
Entre os membros da Resistência Polonesa, dizia-se que a bebida alcoólica clandestina e de má qualidade disponível era jocosamente denominada "nur für Deutsche".   Estes também gostavam de rabiscar ou pichar as palavras "nur für Deutsche" em muros de cemitérios ou luminárias de rua, em clara referência à forca.

## Galeria

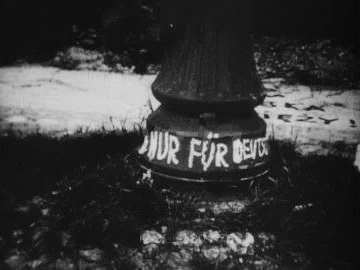
A inscrição Nur für Deutsche rabiscada na base de uma luminária de rua na Polônia ocupada.
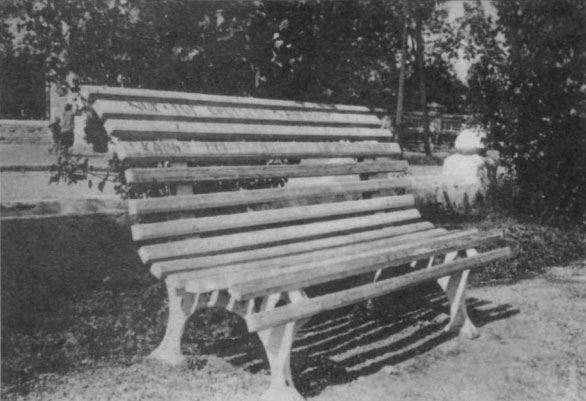
Banco de praça com a inscrição.